# 高齢者団体
高齢者団体（こうれいしゃだんたい）とは、高齢者が主体となり組織する団体（当事者団体）を指す。
日本においては、全国の各地域で老人会・敬老会・老人クラブが活動しており、その中央組織として全国老人クラブ連合会（略称：全老連）という全国組織が存在している。他にも年金受給者の団体や退職者の団体が活動している。
例えば秋田県秋田市では国際高齢者団体連盟と協力してエイジフレンドリーシティ推進に向けた事業を行う等、高齢者団体と行政機関が連携する例もある。

## 主な高齢者団体
- 国際高齢者団体連盟（International Federation on Ageing，略称：IFA）
- 全国シルバー人材センター事業協会 ‐ シルバー人材センター
- 全国老人クラブ連合会 ‐ 老人会
- 全国年金受給者団体連合会
- 日本退職者連合
- 全日本年金者組合
- 高齢社会をよくする女性の会